# Johann Michael Funcke

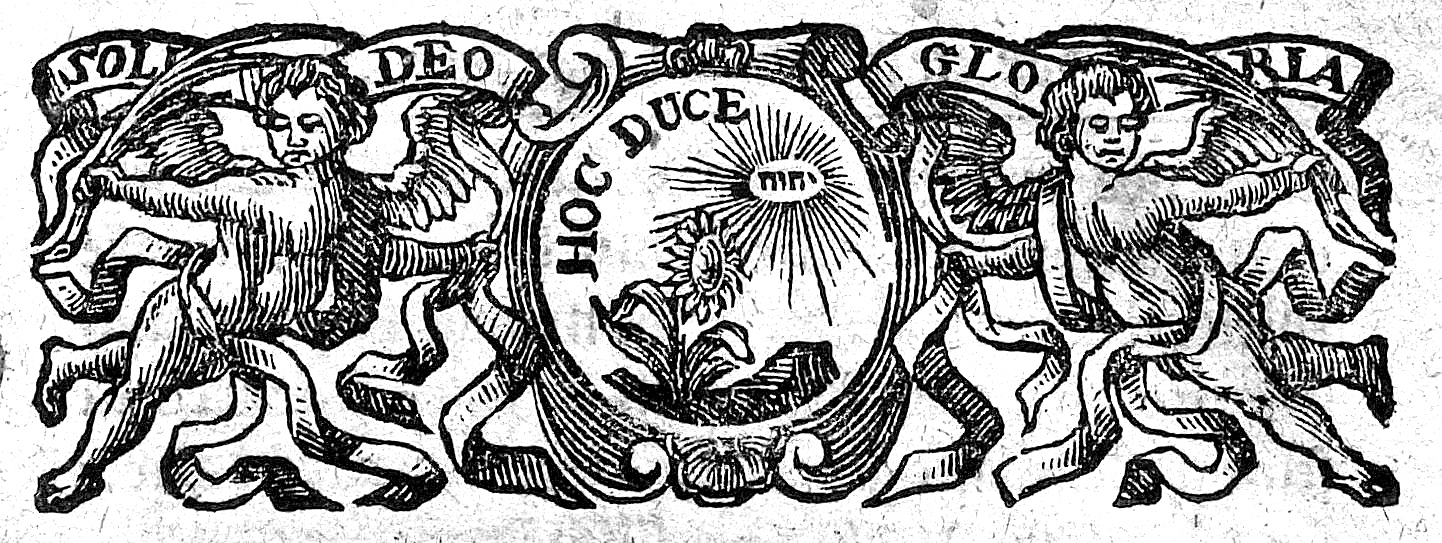
Typischer Buchschmuck von Johann Michael Funcke mit dem Spruchband SOLI DEO GLORIA, Ranken, Putten sowie der Sonnenblume im Kreis mit dem Spruch HOC DUCE

 Johann Michael Funcke  (* 9. Dezember 1678 in Erfurt; † 15. Juli 1749 ebenda) war ein deutscher Buchdrucker und Verleger.

## Leben
Johann Michael Funcke, Sohn des gleichnamigen Gastwirtes und dessen Ehefrau Christina Constantia hatte wie der fünf Jahre ältere Halbbruder Johann Christoph Stössel, den Beruf des Buchdruckers erlernt. Nach seiner Lehre bei Conrad Stössel in Chemnitz und Erfahrungen aus Leipzig und Dresden (1699–1705) kehrte Funcke nach Erfurt zurück. Die Erben der Druckerei und Buchhandlung seines im Jahr 1709 verstorbenen Halbbruders Johann Christoph Stössel vertrauten Funcke die Fortführung der Geschäfte an. Anfangs druckte Funcke oft ohne Angabe des Druckers für die Verlage von Stössels Erben, Hieronymus Philipp Ritschel und Johann Jacob Spiess. Er entwickelte jedoch bald eigene Ambitionen zu verlegerischen und buchhändlerischen Aktivitäten und verlegte bedeutende Werke wie zum Beispiel Elephantographia Curiosa von Georg Christoph Petri von Hartenfels und Botanica in Originali von Johann Hieronymus Kniphof. Funcke und Kniphof entwickelten den Naturselbstdruck zu einem wissenschaftlich und kommerziell einsetzbaren Verfahren. Zu Funckes Autoren zählten zudem Christoph von Hellwig alias Valentin Kreutermann, Johann Gottfried Gregorii alias Melissantes, Sidonia Hedwig Zäunemann, Andreas Elias Büchner alias Biantes, Johann Jacob Martini oder Christian Franz Paullini. Gelegentlich kooperierte er mit dem Kupferstecher Jacob Petrus. Häufig sind seine Druckschriften mit Holzschnitten illustriert. Zum Verlagssortiment zählten neben naturwissenschaftlichen Büchern, Kalendern, Promotionsschriften und Leichenpredigten auch Zeitschriften wie die Remarquablen Curiosa.

## Bibliografie
Auswahl einiger wichtiger Werke:
- Johann Gottfried Gregorii: Der curieuse Und gelehrte Historicus, In Auserlesenen Merckwürdigen, Theologischen, Historischen und Politischen Geschichten Ausgefertiget Und mit vollständigen Registern versehen von Melissantes, Frankfurt, Leipzig [und Erfurt] 1712; Bayerische Staatsbibliothek München
- Georg Christoph Petri von Hartenfels: Elephantographia curiosa : Cui Accessit Ejusdem Auctoris Oratio Panegyrica De Elephantis, Publice In Actu Doctorali Erfordiae Habita; Nec Non Justi Lipsii Epistola De Eodem Argumento Erudite Conscripta: In Fine Adjectus Est Index Rerum Notabilium Locupletissimus/Petri von Hartenfels, Georg Christoph. - Editio Altera Auctior Et Emendatior, Cum Multis Figuris Aeneis. Erfurt und Leipzig 1723
- Curieuser und immerwährender astronomisch-meteorologisch-oeconomischer Frauenzimmer-Reise- und Hand-Calender. Erfurt 1737–1744; SLUB Dresden
- Johann Hieronymus Kniphof: Johannis Hieronymi Kniphofs, M.D. Acad. Cæs. Nat. Cur. Coll. Botanica In Originali Pharmacevtica Das ist: Lebendig-Officinal-Kräuter-Buch : In welchen Alle in denen Apothecken gebräuchliche Kraeuter, so zu bekommen ... Auf eine neue und innoch keinem eintzigen Botanischen Buche befindliche Methode ... von denen lebendigen ausgetrucknetetn Kräutern selbst abgedrucket sind. Mit Erzehlung des Nutzens dem die Officinal-Kraeuter in fast unzehlichen Kranckheiten der Menschen und des Viehes haben. Erfurt 1733/1734; Herzogin Anna Amalia Bibliothek Weimar
- Kurtze, doch nützliche Anleitung Von Form- und Stahl-Schneiden; Wie Buchstaben, Zierrathen, und alle vorkommende Figuren in Holtz zu schneiden, den Riß zuvor auf unterschiedene Art darauf zu bringen, auch von einem, der nicht zeichnen kan ; Ingleichen von darzu gehörigen Messergen, Meisseln und Stech-Eißgen, was vor Stahl darzu zu nehmen, dessen Güte zu erkennen, denselben weich zu machen, wieder zu härten und abzulassen, auch vieles selbst zu verfertigen ; Ferner Gantze Alphabeter, Character und Zeichen, was bey Buchdruckerey und Giesserey vorkommt, in Stahl und Messing zu schneiden ; Und endlich: Wie Gips zu brennen, ... ; Der Buchdrucker-Kunst Verwandten, Schriftgiessern, und andern curieusen Liebhabern nützlicher Künste zu Liebe entworffen ; Auch mit vielen darzu dienlichen Figuren versehen. Erfurt 1740
- Auserlesene Und Remarquable CURIOSA, Erfurt 1715–1727
- Andreas Elias Büchner: Historia totius orbis novissima, Oder Allerneueste Staats-Geschichte. Erfurt 1729–1732; Staatsbibliothek Berlin